# Khinh khung
Khinh khung là nhạc cụ thời tiền sử, vận hành bằng sức nước. Ở Việt Nam người Ba Na gọi nhạc cụ này là khinh khung, còn người Gia Rai gọi là Goong klơng klơi.
Thời kỳ mới xuất hiện, nhạc cụ này chỉ là những mảnh đá, ống tre, nứa treo lơ lửng trên cành cây ở bờ suối hoặc nương rẫy, dùng để đuổi chim thú. Những ống này có một sợi dây liên kết nối với hệ thống điều khiển bằng sức nước (guồng nước, máng nước). Mỗi lần hệ thống này đầy nước, nó sẽ tạo ra sức nặng khi rơi xuống, kéo dây liên kết căng ra khiến giàn đàn chuyển động, những ống đàn sẽ đập vào 1 cây gỗ được bố trí dưới giàn để phát ra âm thanh.
Ngày nay người ta thường chế tạo khinh khung bằng những ống nứa có số lượng không cố định, có thể từ 5 đến 20 ống. Cách bố trí đánh đàn cũng giống như ở trên, nhưng đôi khi nó có những chiếc vồ đập theo chiều ngang, còn ống nứa thì treo lơ lửng trên một giàn đàn cố định.
Khinh khung phát ra âm thanh trong âm, theo hệ thống ngũ cung. Nó là nhạc cụ có tính kỹ thuật (kết hợp các yếu tố vật lý) và nghệ thuật (chạm khắc những hoa văn truyền thống tinh xảo). Ngày xưa chỉ dùng để đuổi chim thú giữ rẫy, nhưng ngày nay nó đảm đương việc phục vụ cho tinh thần con người với tính năng âm nhạc lạ lùng của nó.